# Пшиланкі
Пшиланкі (пол. Przyłanki) — село в Польщі, у гміні Пшедбуж Радомщанського повіту Лодзинського воєводства.
Населення — 189 осіб (2011).
У 1975-1998 роках село належало до Пйотрковського воєводства.

## Демографія
Демографічна структура станом на 31 березня 2011 року:
|          | Загалом | Допрацездатний вік | Працездатний вік | Постпрацездатний вік |
| -------- | ------- | ------------------ | ---------------- | -------------------- |
| Чоловіки | 92      | 21                 | 61               | 10                   |
| Жінки    | 97      | 24                 | 51               | 22                   |
| Разом    | 189     | 45                 | 112              | 32                   |